# Пол Окенфолд
Пол Марк Окенфолд (англ. Paul Oakenfold; нар. 30 серпня 1963, Лондон, Англія) —  раніше відомий під псевдонімом Oakenfold, британський продюсер звукозапису, реміксер, один з найвідоміших та найбільш високооплачуваних діджеїв електронної музики транс у світі.  Він створив понад 100 реміксів для більш ніж 100 артистів, включаючи U2, Moby, Мадонну, Брітні Спірс, Massive Attack, the Cure, New Order, Rolling Stones, Stone Roses і Майкла Джексона. Оукенфолд був двічі визнаний діджеєм № 1 у світі за версією журналу DJ Magazine у 1998 та 1999 роках. Він працював у різних стилях, включаючи хаус, рок і хіп-хоп. Окенфолд вважається одним з піонерів танцювальної сцени у Великобританії і відіграв важливу роль у становленні хаус-культури на Ібіці та зародженні балеарського ритм-руху.

## Історія
У 1987 Окенфолд провів кілька місяців на Ібіці в Іспанії, де закохався в клубну музику. Використовуючи вплив звуку з Ібіци, італійського диско, соулу і хаузу, Окенфолд спродюсував альбом групи «Happy Mondays» «Pills 'n' Thrills and Bellyaches», далі пішло продюсування реміксів для U2, «Massive Attack», «Arrested Development», «The Cure», «Snoop Dogg», «Simply Red», «New Order» і «The Shamen» з партнером Стівом Осборном" під загальною назвою Perfecto. Багато з цих реміксів були випущені його лейблом Perfecto Records.
Окенфолд почав грати в клубах ще підлітком і незабаром створив собі репутацію діджея найкращих вечірок. Проте лише на початку 1990-х років його ім'я стало асоціюватися з елітою діджеїв. Причиною такого підйому й успіху у публіки був вибір нового напрямку танцювальної музики із назвою транс, відкритою ним на пляжах Гоа в Індії і змішаною зі схожими за звучанням європейськими записами для створення притаманному йому індивідуального звуку. Окенфолд зробив свій стиль частиною мейнстріму, коли у 1994 створив двогодинний сет для програми «Essential Mix» BBC Radio 1, який став відомим як Goa Mix — і понині найбажанішою передачею в радіомережі BBC.
У 1996 Окенфолд зміксував один диск подвійного альбому «Fantazia» House Collection 6, збірник з серії британської хаус-музики, яка була дуже успішна в той час, внісши в мікс свій індивідуальний стиль.
Після нетривалої участі в групі Grace, Окенфолд став діджеєм-резидентом клубу «Cream» з 1997 та 1999. Протягом цього часу зосередився на випуску «Tranceport» в 1998. Після Tranceport Пол Окенфолд продовжив кар'єру, можливо, своїм найуспішнішим альбомом «Perfecto Presents Another World», який представив мільйонам його мистецтво міксування. Його популярність в Америці повільно росла завдяки його роботі над саундтреком до фільму «Пароль Риба-меч», «Матриця: Перезавантаження», «Співучасник», «Herbie Rides Again», «Помри, але не зараз», для якого він реміксував тему Джеймса Бонда. Пізніше він працював над відеогрою у всесвіті Джеймса Бонда «GoldenEye: Rogue Agent», брав участь у створенні саундтреку японського аніме-фільму «Appleseed» у 2004 році і надав композиції для відеоігор серії FIFA починаючи з «FIFA Football 2005». Він також створив музику для серії відеоігор Konami «Dance Dance Revolution».
З 1997 та 1999 гастролював по Європі та США з аргентинським діджеєм Ернаном Катання.
У 2001 Пол взяв участь у турі, організованому «Moby», це був перший «Area Festival». У цьому турі також брали участь «Incubus», «Carl Cox», «Orb», «OutKast» і «Roots».
У 2002 журнал Q назвав Окенфолду в його списку 50 груп, які необхідно побачити перш, ніж помреш (англ. € 50 Bands To See Before You Die). У тому ж році Окенфолд випустив його перший сольний альбом названий Bunkka за участю таких музикантів як Неллі Фуртадо, «Tricky» (The Harder They Come), Nusrat Fateh Ali Khan (Zoo York), «Ice Cube» (Get Em Up) і «Shifty Shellshock», соліста Crazy Town" (Starry Eyed Surprise). Його останнє досягнення в 2006 «A Lively Mind». Тоді він вирішив створити альбом у будинку з привидами в Південній Кароліні оскільки був переконаний, що саме така атмосфера додала б альбому свіжих елементів.
У 2004 році пісня Окенфолд «Ready Steady Go» була перепродюсована з корейським текстом для фільму Співучасник, і була включена в саундтрек фільму. «Ready Steady Go»; також була використана в рекламі «Saab», грі EA Sports «Tiger Woods PGA Tour 2003», у грі від Juice Games Juiced, пробної в телевізійній програмі Las Vegas, фільм Ідентифікація Борна, темі NASCAR для 2006, в телесеріалі «Alias». Також вона була використана нещодавно в екранізації роману Ентоні Хоровіца Громобій, знятому Джеффрі Саксом. Він також пробувався в ролі одного з зомбі у проекту 2007 році 28 тижнів опісля.
«A Lively Mind» вийшов 6 червня 2006 року. Перший сингл «Faster Kill Pussycat» це співпраця з актрисою Бріттані Мерфі він вийшов 2 травня 2006 року, і в тому ж році Окенфолд випустив диск виданий підприємством «Maverick Records». Також в 2006 для акомпанементу до фільму «Трансформери», Окенфолд реміксував тему Трансформерів.

## Дискографія

### Альбоми
| Рік  | Назва                                                 |
| ---- | ----------------------------------------------------- |
| 1994 | Journeys By DJ Volume 5: Journey Through The Spectrum |
| 1995 | A Voyage Into Trance                                  |
| 1996 | Perfecto Fluoro                                       |
| 1997 | Global Underground 004                                |
| 1998 | Tranceport                                            |
| 1998 | Global Underground 007                                |
| 1999 | Essential Millennium with Pete Tong & Fatboy Slim     |
| 1999 | Resident: Two Years of Oakenfold at Cream             |
| 2000 | Perfecto Presents: Travelling                         |
| 2000 | Perfecto Presents: Another World                      |
| 2001 | Swordfish: The Album                                  |
| 2001 | Perfecto Presents Ibiza                               |
| 2002 | Bunkka                                                |
| 2003 | Perfecto Presents: Great Wall                         |
| 2004 | Creamfields                                           |
| 2005 | Perfecto Presents: The Club                           |
| 2006 | A Lively Mind                                         |
| 2007 | Greatest Hits And Remixes                             |
| 2008 | Anthems                                               |
| 2009 | Perfecto: Vegas                                       |